# ماريوس مبايام
نيكيامبي ماريوس مبايام (بالفرنسية: Marius M'Baiam)‏ (مواليد 1 يوليو 1987 في موندو) لاعب كرة قدم تشادي دولي يجيد اللعب في خط الوسط . يلعب حاليا لصالح نادي غاب الفرنسي منذ 2009 .

## روابط خارجية
- ماريوس مبايام على موقع الاتحاد الدولي (مؤرشف)  (الإنجليزية)
- ماريوس مبايام على موقع قاعدة بيانات كرة القدم.إي يو (الإنجليزية)
- ماريوس مبايام على موقع ناشيونال فوتبول تيمز (الإنجليزية)
- ماريوس مبايام على موقع Soccerway.com (الإنجليزية)
- ماريوس مبايام على موقع كووورة